# Denise Herrmann
Denise Herrmann-Wick (Bad Schlema, 20 december 1988) is een Duitse langlaufster en biatlete. Ze vertegenwoordigde haar land op de Olympische Winterspelen 2014 in Sotsji en de Olympische Winterspelen 2018 in Zuid-Korea.

## Carrière
Herrmann maakte haar wereldbekerdebuut in februari 2009 in Valdidentro. In januari 2010 scoorde ze in Praag haar eerste wereldbekerpunten. Haar eerste toptienklassering behaalde de Duitse in december 2010 in Oberhof. Op de wereldkampioenschappen langlaufen 2011 in Oslo eindigde Herrmann als 23e op de sprint, als 39e op de 30 kilometer vrije stijl en als 43e op de 10 kilometer klassieke stijl. In Val di Fiemme nam ze deel aan de wereldkampioenschappen langlaufen 2013. Op dit toernooi eindigde ze als tiende op de sprint en als 24e op de 10 kilometer vrije stijl. Op de estafette eindigde ze samen met Nicole Fessel, Katrin Zeller en Miriam Gössner op de zevende plaats, samen met Hanna Kolb eindigde ze als achtste op de teamsprint. In november 2013 stond de Duitse in Kuusamo voor de eerste maal in haar carrière op het podium van een wereldbekerwedstrijd. Tijdens de Olympische Winterspelen van 2014 in Sotsji eindigde Herrmann als achtste op de sprint. Op de estafette veroverde ze samen met Nicole Fessel, Stefanie Böhler en Claudia Nystad de bronzen medaille, samen met Stefanie Böhler eindigde ze als vierde op het onderdeel teamsprint.
In april 2016 maakte Herrmann bekend dat ze de switch zou maken van langlaufen naar biatlon. Op 9 december 2016 maakte ze haar biatlon debuut in Pokljuka op de sprint. Tijdens de estafette in Pyeongchang op 5 maart 2017 behaalde ze met haar eerste overwinning. Haar eerste individuele overwinning behaalde ze in Östersund op 1 december 2017 op de sprint. Twee dagen later pakte ze ook op de achtervolging de overwinning.
Doordat Laura Dahlmaier is gestopt is Herrmann vanaf seizoen 2019/2020 kopvrouw van de Duitse biatlonploeg geworden.

## Doping
In 2007 werd ze vanwege het gebruik van clenbuterol voor een jaar geschorst.

## Resultaten

### Langlaufen

#### Olympische Winterspelen
| Jaar | Plaats | Resultaten                                                                   |
| ---- | ------ | ---------------------------------------------------------------------------- |
| 2014 | Sotsji | 8e Sprint (vrije stijl) · 4e Teamsprint (klassieke stijl) · 4x5 km estafette |

#### Wereldkampioenschappen
| Jaar | Plaats        | Resultaten                                                                                         |
| ---- | ------------- | -------------------------------------------------------------------------------------------------- |
| 2011 | Oslo          | 23e Sprint (vrije stijl) 43e 10 km klassieke stijl 39e 30 km vrije stijl                           |
| 2013 | Val di Fiemme | 10e Sprint (klassieke stijl) 24e 10 km vrije stijl 8e Teamsprint (vrije stijl) 7e 4x5 km estafette |

#### Wereldbeker

###### Eindklasseringen
| Seizoen   | Algm | DI  | SP     | TdS |
| --------- | ---- | --- | ------ | --- |
| 2009/2010 | 124e | -   | 87e    | DNF |
| 2010/2011 | 41e  | 44e | 23e    | DNF |
| 2011/2012 | 39e  | 41e | 28e    | DNF |
| 2012/2013 | 13e  | 17e | 11e    | 13e |
| 2013/2014 | 9e   | 18e | Zilver | DNF |

### Biatlon

#### Olympische spelen
| Jaar | Plaats      | Onderdeel   | Onderdeel | Onderdeel     | Onderdeel  | Onderdeel | Onderdeel          |
| Jaar | Plaats      | Individueel | Sprint    | Achtervolging | Massastart | Estafette | Gemengde estafette |
| ---- | ----------- | ----------- | --------- | ------------- | ---------- | --------- | ------------------ |
| 2018 | Pyeongchang | –           | 21e       | 6e            | 11e        | 8e        | –                  |
| 2022 | Peking      | ↑           | 22e       | 17e           | 13e        | ↑         | 5e                 |

#### Wereldkampioenschappen
| Jaar | Plaats    | Onderdeel   | Onderdeel | Onderdeel     | Onderdeel  | Onderdeel | Onderdeel          | Onderdeel                 |
| Jaar | Plaats    | Individueel | Sprint    | Achtervolging | Massastart | Estafette | Gemengde estafette | Single gemengde estafette |
| ---- | --------- | ----------- | --------- | ------------- | ---------- | --------- | ------------------ | ------------------------- |
| 2019 | Östersund | –           | 6e        | Goud          | Brons      | 4e        | Zilver             | 4e                        |
| 2020 | Antholz   | 12e         | 5e        | Zilver        | 12e        | Zilver    | 4e                 | –                         |
| 2021 | Pokljuka  | 15e         | 4e        | 8e            | –          | Zilver    | 7e                 | –                         |
| 2023 | Oberhof   | 15e         | Goud      | Zilver        | 24e        | Zilver    | 6e                 | –                         |

#### Wereldbeker

###### Eindklasseringen
| Seizoen   | Algemeen | Individueel | Sprint | Achtervolging | Massastart |
| --------- | -------- | ----------- | ------ | ------------- | ---------- |
| 2016/2017 | 48e      | -           | 40e    | 52e           | -          |
| 2017/2018 | 12e      | 40e         | 14e    | 7e            | 15e        |
| 2018/2019 | 8e       | 29e         | 15e    | 6e            | 9e         |
| 2019/2020 | Brons    | 4e          | Goud   | 5e            | 6e         |
| 2020/2021 | 10e      | 6e          | 9e     | 9e            | 14e        |
| 2021/2022 | 6e       | 9e          | 6e     | 11e           | 10e        |
| 2022/2023 | 4e       | 7e          | Goud   | 5e            | 18e        |

###### Wereldbekerzeges
| Nr.         | Datum            | Plaats         | Onderdeel           |
| Individueel | Individueel      | Individueel    | Individueel         |
| ----------- | ---------------- | -------------- | ------------------- |
| 1.          | 1 december 2017  | Östersund      | 7,5 km sprint       |
| 2.          | 3 december 2017  | Östersund      | 10 km achtervolging |
| 3.          | 16 februari 2019 | Soldier Hollow | 10 km achtervolging |
| 4.          | 10 maart 2019    | Östersund (WK) | 10 km achtervolging |
| 5.          | 24 januari 2020  | Pokljuka       | 15 km individueel   |
| 6.          | 5 maart 2020     | Nové Město     | 7,5 km sprint       |
| 7.          | 13 maart 2020    | Kontiolahti    | 7,5 km sprint       |
| 8.          | 5 maart 2022     | Kontiolahti    | 7,5 km sprint       |
| 9.          | 8 december 2022  | Hochfilzen     | 7,5 km sprint       |
| 10.         | 21 januari 2023  | Antholz        | 10 km achtervolging |
| 11.         | 18 maart 2023    | Oslo           | 7,5 km sprint       |
| Estafettes  |                  |                |                     |
| 1.          | 5 maart 2017     | Pyeongchang    | 4×6 km estafette    |
| 2.          | 13 januari 2018  | Ruhpolding     | 4×6 km estafette    |
| 3.          | 8 februari 2019  | Canmore        | 4×6 km estafette    |
| 4.          | 16 januari 2021  | Oberhof        | 4x6 km estafette    |